# هامورخال نارنجی

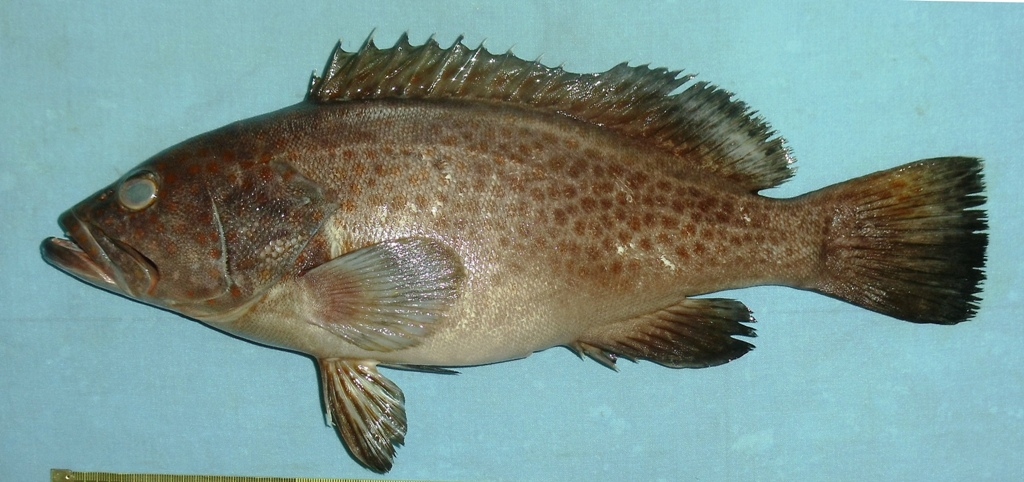
عکس از ماهی هامورخال نارنجی

هامور خال نارنجی (Epinephelus bleekeri) از ماهیان جنوب ایران است.
نام علمی گونه:
(Epinephelus bleekeri(Vaillant,1877
نام علمی مترادف:
Epinephelus coromandelicus Day,1878
نام انگلیسی:
Dusktail grouper
نام فارسی: هامورخال نارنجی
اندازه : حداکثر اندازه بدن تا ۷۰ سانتی‌متر می‌رسد.

## مشخصات
باله پشتی و یک سوم بالایی باله دمی خاکستری متمایل به قهوه‌ای با لکه‌های طلایی رنگ می‌باشد و دو سوم پائینی باله دمی خاکستری متمایل به ارغوانی تیره می‌باشد. باله پشتی دارای ۱۱ شعاع سخت و ۱۶ تا ۱۷ شعاع نرم و باله مخرجی دارای ۳ شعاع سخت و ۸ شعاع نرم می‌باشد. بخش پائینی اولین کمان آبششی دارای ۱۶ تا ۱۸ عدد خار آبششی می‌باشد.
زیست‌شناسی : روی بسترهای سنگی و صخره‌ای مرجانی زیست می‌کنند و از ماهیان ریز و سخت‌پوستان تغذیه می‌نمایند.
نامهای مورد استفاده در جنوب ایران : ــ
وسایل صید: قلاب دستی، گرگور، توگوشگیر و ترال کف.